# Orde van Sportieve Verdienste (Venezuela)
De Orde van Sportieve Verdienste van Venezuela, (Spaans: "Orden al Mérito Deportivo") is een orde van verdienste van dat land. De orde heeft drie graden en wordt aan een lint gedragen.
- De Eerste Klasse wordt gedragen aan een lint om de hals
- De Tweede Klasse wordt als een ster op de borst gedragen
- De Derde Klasse wordt aan een lint op de linkerborst gedragen.

Het kleinood is een onregelmatige gouden ster met tien punten met daarop een rond medaillon waarop de vijf olympische ringen. De woorden "Mérito Deportivo" en het wapen van Venezuela op een blauw fond met een diagonale rode streep zijn afgebeeld.
Het lint is korengeel met smalle blauw-rood-blauwe biezen.